# Шубенська
Шубе́нська (рос. Шубенская) — присілок у складі Даровського району Кіровської області, Росія. Входить до складу Лузянського сільського поселення.
Населення становить 47 осіб (2010, 54 у 2002).
Національний склад станом на 2002 рік — росіяни 96 %.